# Amadio da Milano
Amadio Amadei o Amadeo (Viconago, 1410 circa – Ferrara, 1473 circa) è stato un orafo e medaglista italiano.

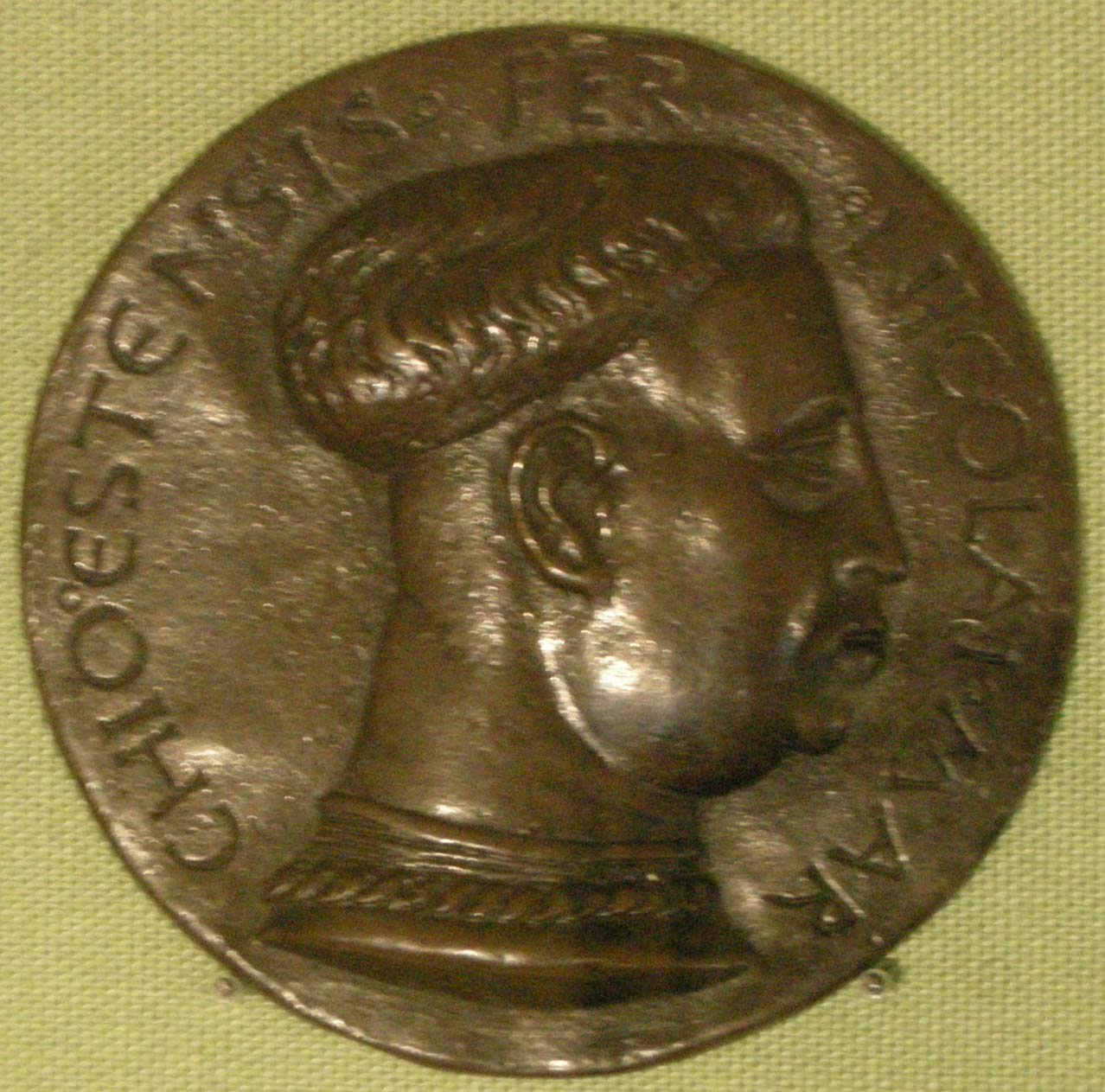
Medaglia di Niccolò III d'Este nell'Ashmolean Museum di Oxford

Fu un artista attivo a Ferrara alla corte degli Estensi: di lui sono rimaste le medaglie del 1441 coi ritratti dei marchesi Leonello d'Este e Borso d'Este.